# Acciano
Acciano es una localidad italiana de la provincia de L'Aquila, región de Abruzos, con 380 habitantes.

## Evolución demográfica
| Gráfica de evolución demográfica de Acciano entre 1861 y 2001 |
|                                                               |
| Fuente ISTAT - elaboración gráfica de Wikipedia               |